# Siemssenius fulvipennis
Siemssenius fulvipennis es una especie de insecto coleóptero de la familia Chrysomelidae.
Fue descrita científicamente en 1890 por Jacoby.